# Missão Artística Francesa

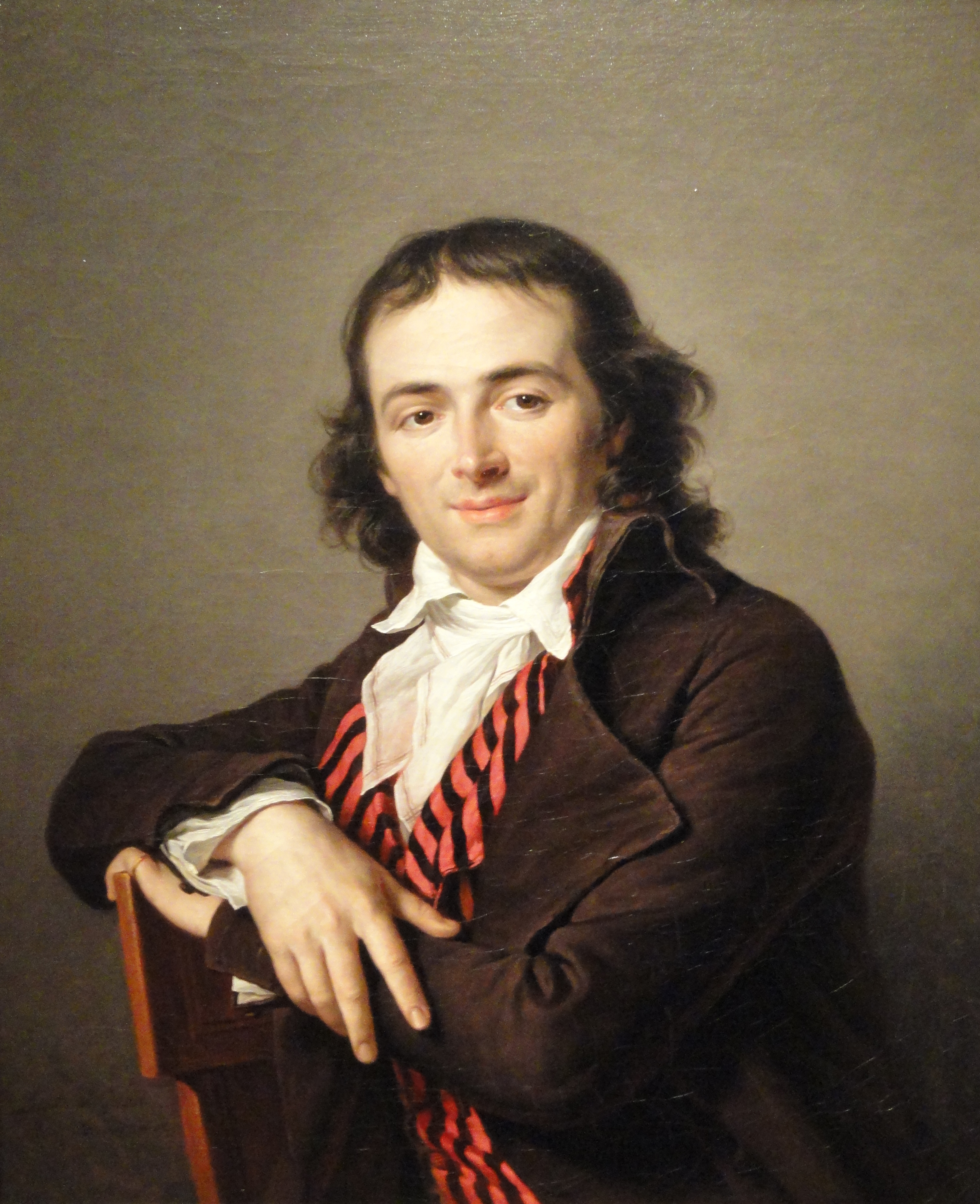
Joachim Lebreton, o organizador e líder da Missão Francesa, em pintura de Adélaïde Labille-Guiard.

A Missão Artística Francesa foi um grupo de artistas e artífices franceses que, deslocando-se para o Brasil no início do século XIX, dinamizou o panorama das Belas Artes no país introduzindo o sistema de ensino superior acadêmico e fortalecendo o Neoclassicismo que ali estava iniciando seu aparecimento. O grupo era liderado por Joachim Lebreton e foi amparado pelo governo de Dom João VI, mas seu trabalho tardou a frutificar, encontrando a resistência da tradição barroca firmemente enraizada e tendo de enfrentar a escassez de recursos financeiros e uma série de intrigas políticas que dissolveram boa parte do primeiro entusiasmo pelo projeto.

## Origens
Durante a ocupação francesa de Portugal, no início do século XIX, a família real e sua corte foram obrigados a fugir, instalando a sede do reino português no Rio de Janeiro, no Brasil. O príncipe regente Dom João desde sua chegada havia procurado dinamizar a vida da então colônia. Não havia garantia de quando a volta ocorreria, se é que haveria um retorno, a metrópole estava talvez perdida para sempre, e assim, melhor seria fazer esta imensidão tornar-se competitiva diante da comunidade das nações. Do ponto de vista administrativo, não seria producente, para uma corte instalada no exílio, manter uma terra enorme sob o antigo perfil extrativista e agrário, com uma administração semifeudal, quando a ciência estava em alta, e a indústria começava a se tornar desejada e necessária. Entre outras medidas, abriu os portos brasileiros para as nações amigas, fundou o Banco do Brasil, fomentou uma indústria incipiente e estimulou a vida cultural especialmente na capital, e, no contexto das negociações do Congresso de Viena, em 1815 alçou o Brasil à categoria de Reino Unido de Portugal, Brasil e Algarves. A partir de 1815, depois da queda definitiva de Napoleão Bonaparte, pôde ser iniciado um processo de normalização das relações diplomáticas, comerciais e culturais com a França. Nesse ambiente de renovação, a instituição de um sistema de ensino superior em artes e ofícios viria a minimizar o vazio provocado pela expulsão dos jesuítas, que antes administravam boa parte da educação na colônia.
As origens da Missão Francesa não são muito claras e há lacunas importantes na documentação que chegou aos nossos dias. Até meados do século XX a maior parte da historiografia nacional afirmou a ideia de que a Missão era fruto da previdência e benevolência de um governo iluminado, liderado por Dom João, preocupado em modernizar o país e dar-lhe uma boa estrutura de ensino de artes e ofícios, e embora as várias versões que circularam difiram em detalhes, sustentavam a ideia central. A partir de fins do século XX, porém, muitas evidências novas surgiram, mostrando que a versão "oficial" era lendária, e que o projeto foi de fato idealizado e organizado por Joachim Lebreton sem qualquer participação do governo português. Enfrentando uma situação difícil na Europa como antigos partidários de Napoleão, ele e outros haviam caído em desgraça com a Restauração Bourbon. Assim, Lebreton reuniu os membros do grupo e obteve apoio inicial, em caráter privado, de alguns mecenas portugueses, como o conde da Barca e o cavaleiro de Brito, para uma instalação no Brasil. Contudo, a Missão só foi reconhecida oficialmente pelo governo, e então encampada por ele, ao chegar ao Brasil, quando seus principais membros foram pensionados por Dom João e encarregados do funcionamento da recém-fundada Escola Real de Ciências, Artes e Ofícios. Apesar dessas evidências, o tema ainda é objeto de muito debate. Para Elaine Dias, uma das principais estudiosas recentes do assunto, ainda podem surgir novas informações que esclareçam melhor as circunstâncias originadoras da Missão: "Apesar de todas as evidências se dirigirem à criação do projeto por parte de Lebreton, […] resta-nos ainda debruçarmo-nos sobre o restante da documentação conservada na Torre do Tombo. Novos caminhos, portanto, na busca pela compreensão definitiva desta Missão".

## A Missão Artística

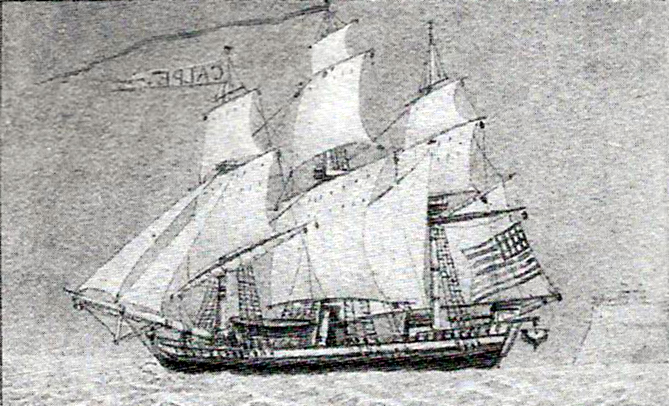
O Calpe.

O grupo aportou no Rio de Janeiro a 26 de março de 1816, a bordo do navio Calpe, escoltado por navios ingleses, e era formado por Joachim Lebreton, o líder, e seu secretário Pierre Dillon; Jean-Baptiste Debret, pintor histórico; Nicolas-Antoine Taunay, pintor de paisagens e cenas históricas, seu filho Félix Taunay, aprendiz; Auguste-Henri-Victor Grandjean de Montigny, arquiteto, junto com seus discípulos e assistentes Charles de Lavasseur e Louis-Symphorien Meunié; Auguste Marie Taunay, escultor; François Bonrepos, auxiliar de escultura, Charles-Simon Pradier, gravador; François Ovide, engenheiro e mecânico; Jean Baptiste Leve, ferreiro; Nicolas Maglioti Enout, serralheiro; Pelite e Fabre, peleteiros; Louis-Joseph Roy e seu filho Hyppolite Roy, carpinteiros. Muitos deles trouxeram suas famílias, criados e outros auxiliares. Seis meses mais tarde, uniram-se ao grupo Marc Ferrez, escultor, e Zéphyrin Ferrez, gravador de medalhas.
Em 12 de junho de 1816 Lebreton elaborou um memorando para o Conde da Barca onde propôs instaurar uma nova metodologia de ensino através da criação de uma escola superior de Belas Artes com disciplinas sistematizadas e graduadas. O ensino se daria em três fases:
- Desenho geral e cópia de modelos dos mestres, para todos os alunos;
- Desenho de vultos e da natureza, e elementos de modelagem para os escultores;
- Pintura acadêmica com modelo vivo para pintores; escultura com modelo vivo para escultores, e estudo no atelier de mestres gravadores e mestres desenhistas para os alunos destas especialidades.

Para a arquitetura haveria também três etapas divididas em teóricas e práticas:
- Na teoria:
  - História da arquitetura através de estudo dos antigos;
  - Construção e perspectiva;
  - Estereotomia.
- Na prática:
  - Desenho;
  - Cópia de modelos e estudo de dimensões;
  - Composição.

Paralelamente Lebreton sugeria ainda o ensino da música, bem como sistematizava o processo e critérios de avaliação e aprovação dos alunos, o cronograma de aulas, sugeria formas de aproveitamento público dos formados e projetava a ampliação de coleções oficiais com suas obras, discriminava os recursos humanos e materiais necessários para o bom funcionamento da Escola, e previa a necessidade da formação de artífices auxiliares competentes através da proposta de criação paralela de uma Escola de Desenho para as Artes e Ofícios, cujo ensino seria gratuito mas igualmente sistemático.
Esse projeto tinha um perfil muito contrastante com o sistema de ensino e circulação de arte até então prevalente no Brasil. Havia uma significativa tradição artística local, como prova o rico legado de arte barroca que ainda sobrevive no país, mas seus métodos eram em tudo diversos. O aprendizado ainda seguia o modelo informal das corporações de ofícios medievais, o status de artista nem era reconhecido, antes eram considerados meros artesãos especializados, cuja inserção na sociedade era apenas marginal, e as temáticas privilegiadas por esses produtores eram basicamente religiosas, uma vez que praticamente não havia mercado algum para a arte profana, a nobreza radicada na terra parecia pouco inclinada para os assuntos artísticos, e tudo que se criava era encomendado pela Igreja Católica para a decoração dos templos e mosteiros. Diante desse quadro, o sistema brasileiro de arte da época não estava capacitado para a produção de uma arte palaciana como a que a corte desejava, e assim se explica a rápida encampação do projeto de Lebreton pela monarquia no exílio, considerando-o o marco inaugural da entrada no Brasil na "verdadeira" civilização. A Missão chegou ao Brasil imbuída de altos propósitos, como escreveu Debret:
"Animados todos por um zelo idêntico e com o entusiasmo dos sábios viajantes que já não temem mais, hoje em dia, enfrentar os azares de uma longa e ainda, muita vezes, perigosa navegação, deixamos a França, nossa pátria comum, para ir estudar uma natureza inédita e imprimir, nesse mundo novo, as marcas profundas e úteis, espero-o, da presença de artistas franceses"

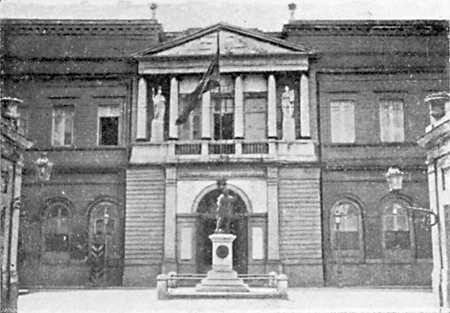
Prédio da Academia Imperial, projeto de Montigny.

Mas a realidade contradisse suas expectativas. A Escola Real de Ciências, Artes e Ofícios foi criada por decreto em 12 de agosto de 1816, mas não chegou a ser instalada. Em 12 de outubro de 1820 foi promulgado um novo decreto, oficializando a criação da Real Academia de Desenho, Pintura, Escultura e Arquitetura Civil, mudando o objetivo inicial de uma escola de ofícios e transformando a instituição em uma academia de arte, mas sua estrutura foi considerada inadequada e também não foi instalada. Assim, em 23 de novembro de 1820 um novo decreto alterou a estrutura da escola, voltando a incluir os ofícios mecênicos. Embora com o apoio real, a missão encontrou resistência entre os artistas nativos, ainda seguidores do Barroco, e ameaçava a posição dos mestres portugueses já estabelecidos. A verdade é que os franceses foram recebidos como importunos tanto por portugueses quanto por brasileiros. A rainha D. Maria I faleceu em 1816, e o projeto de modernização da capital avançava lentamente. O governo central tinha muitas outras preocupações a atender — o acompanhamento da instável situação na Europa, uma revolução em Pernambuco, as constantes demandas administrativas internas, o alto custo de manutenção da corte, uma recessão provocada pela drástica queda no preço internacional do açúcar e do algodão, uma grave seca no Nordeste que desestruturou a economia regional, e os conflitos de fronteira no sul na Questão Cisplatina, subtraindo recursos e atenção do projeto cultural francês. O principal e um dos únicos incentivadores ativos do projeto, o Conde da Barca, faleceu no ano seguinte, o contrato dos artistas foi posto em discussão e o cônsul francês no Brasil, coronel Maler, não via com bons olhos a presença de bonapartistas, sendo mais tarde acusado por Taunay de ser o principal entrave ao bom desenvolvimento do projeto.
Enquanto a Escola não era instalada, ficando à mercê das oscilações políticas e sofrendo modificações no projeto original, sucumbindo, como lamentava Debret, aos "aos erros e vícios do Antigo Regime", os artistas sobreviviam da pensão que lhes concedera o governo, e ocupavam-se como podiam. Nicolas Taunay aceitou encomendas privadas de retratos; Auguste Taunay criou algumas estátuas e decorações; Debret e Montigny organizaram festas suntuosas para a corte e criaram decorações efêmeras para a cidade por ocasião de solenidades oficiais, ao lado das aulas que conseguiam ministrar privadamente nas precárias condições em que se achou o projeto nos primeiros anos. Lebreton foi alvo de intensa perseguição do cônsul da França, acusado de espionagem, subversão, favorecimentos indevidos e má administração, e teve de se isolar, falecendo em 1819. Como seu sucessor na direção da Escola foi nomeado o português Henrique José da Silva, professor de Desenho, um artista conservador e ferrenho crítico dos franceses. O seu primeiro gesto foi dispensar os franceses de suas obrigações como professores. O próprio grupo enfrentava dissidências e disputas internas. Tantas foram as dificuldades que Charles Pradier abandonou o país já em 1818, e Nicolas-Antoine Taunay em 1821. Pouco depois o Taunay escultor faleceu, desfalcando ainda mais o grupo primitivo, do qual foram efetivamente aproveitados pelo governo apenas Debret, Auguste Taunay, Montigny e Ovide. Passaram dez anos antes que a Missão desses seus primeiros frutos significativos, com a inauguração, em 5 de novembro de 1826, com a presença de D. Pedro I, da Academia Imperial de Belas Artes. Em 1831, Debret também retornou à França.

## A contribuição individual

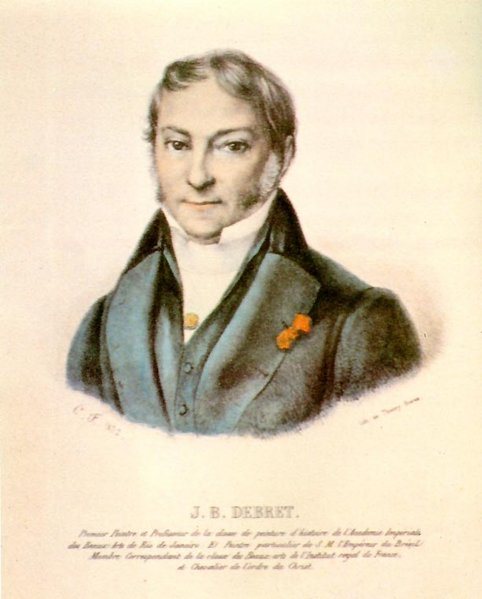
Jean-Baptiste Debret: auto-retrato publicado em Voyage pittoresque et historique au Brésil (1834).

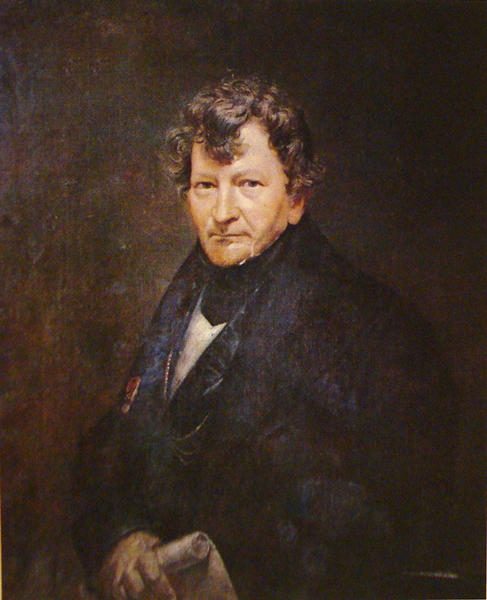
Augusto Müller: Retrato de Grandjean de Montigny, c. 1843.

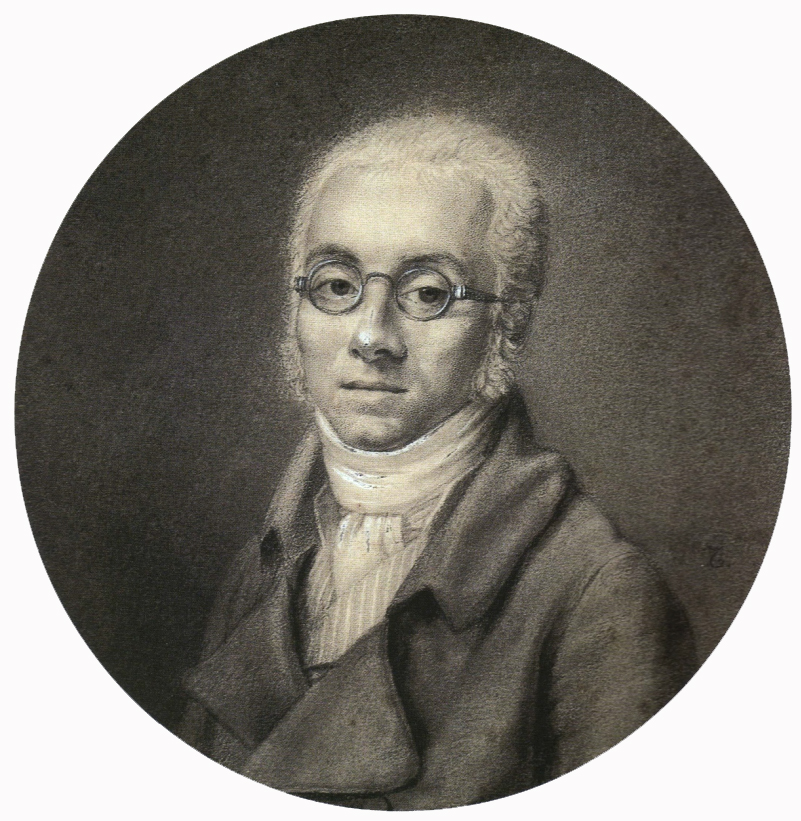
Autorretrato de Nicolas-Antoine Taunay.

Os integrantes da Missão executaram diversos trabalhos para a família real, relacionados às datas e fatos comemorativos da monarquia, como as cerimônias de aclamação de D. João VI (1817) e as comemorativas da vinda da futura imperatriz Leopoldina (1817), assim como os festejos para a aclamação e coroação de D. Pedro I em 1822. Estes eventos envolveram a criação de obras de arquitetura efêmera, como arcos de triunfo, obeliscos e ornamentos para a cidade. Também deixaram uma importante série de retratos de personalidades e membros da nobreza e registros variados da vida na corte e na cidade.
Joachim Lebreton foi a força organizadora inicial do projeto. Diante das intrigas em torno da Missão, e tendo uma personalidade difícil, atritou-se com todos e retirou-se para uma propriedade do Flamengo, falecendo poucos anos depois. As 50 obras de arte que adquiriu na França e trouxe consigo formam um dos núcleos iniciais da atual coleção do Museu Nacional de Belas Artes.
Jean-Baptiste Debret, cujo atelier se encontrava no bairro do Catumbi, foi o que teve maior êxito no registrar os usos e costumes do país. Além de converter-se em pintor oficial do Primeiro Reinado, Debret, sobrinho de David, deixa-se encantar pelas paisagens exuberantes e inéditas, os costumes barrocos, e nas horas em que não lecionava, registrou-os em uma série de desenhos e aquarelas, e que anos mais tarde, já de volta à França, ele publicou na Viagem Pitoresca e Histórica ao Brasil. Tais imagens são uma inestimável documentação visual para o estudo da cultura e paisagem brasileiras da época.
Já Grandjean de Montigny trabalhou para transformar a paisagem urbanística do Rio de Janeiro, elaborando o projeto da primeira sede oficial da Academia, do qual só resta o pórtico, do Solar Grandjean de Montigny, da Praça Monumental do Campo de Santana, da primeira sede da Alfândega, obra concluída em 1820, e que hoje abriga a Casa França-Brasil, e diversas obras de saneamento e urbanização, além de ter formado cerca de vinte novos arquitetos, entre eles José Maria Jacinto Rebelo, Teodoro de Oliveira, Joaquim Cândido Guilhobel, Domingos Monteiro e Francisco Joaquim Béthencourt da Silva.
Nicolas-Antoine Taunay, que chegou ao Brasil com cerca de 60 anos, jamais se adaptou completamente ao contexto local, mas realizou bela documentação da paisagem em suas telas, além de alguns retratos. Foi nomeado professor de pintura da Escola Real de Ciências, Artes e Ofícios, mas a escola não foi instalada e ele nunca chegou a dar aulas. Seus filhos também deram contribuições. Félix Émile Taunay seria mais tarde Diretor da Academia Imperial, sendo o principal responsável pelo início da consolidação do ensino artístico acadêmico no Brasil, segundo as normas idealizadas pelos artistas da Missão Francesa, além de deixar obra artística de mérito. Aimé-Adrien Taunay foi desenhista da expedição Langsdorff, deixando importantes registros visuais do interior. Auguste-Marie-Charles Taunay foi oficial superior do exército e serviu nas campanhas da Bahia, Piauí e Maranhão, foi ainda tradutor e escreveu o Manual do agricultor brasileiro e outras monografias sobre agricultura. Fundou o jornal Messager du Brésil e a Sociedade Imperial de Agricultura, e foi um ativo colaborador do Jornal do Comércio. Théodore Taunay foi latinista, tradutor, poeta, e por muitos anos cônsul da França no Brasil. Na década de 1880 integrou o movimento abolicionista e foi membro fundador da Sociedade Auxiliadora da Indústria Nacional. Hyppolite Taunay foi helenista e tradutor de Esopo e Anacreonte; escreveu junto com Ferdinand Denis o livro Le Brésil ou Histoire, moeurs, usages et coutumes des habitants de ce royaume (1822), importante registro sobre o Brasil da época.
Auguste-Marie Taunay foi nomeado professor da Escola Real mas não chegou a ocupar efetivamente o cargo. Realizou decorações na cidade do Rio na aclamação de D. João VI e deu aulas em regime livre, sendo mestre de José Jorge Duarte, Xisto Antônio Pires, Manuel Ferreira Lagos, Cândido Mateus Farias, João José da Silva Monteiro e José da Silva Santos.
Charles Simon Pradier foi contratado como professor de gravura mas tampouco chegou a se efetivar no cargo e, alegando não haver condições de praticar seu ofício, voltou à França em 1818, onde fez cópias em gravura de pinturas de Debret e colaborou com ele na impressão de seu livro de viagem.
François Ovide, engenheiro e mecânico, trabalhou como engenheiro hidráulico para o Palácio de São Cristóvão, onde reformou alguns espaços e construiu um moinho, que no entanto não foi terminado; construiu e reformou maquinário variado para várias fazendas privadas.
Marc Ferrez foi professor de escultura na Academia Imperial e participou da primeira exposição organizada pela instituição. Deixou algumas esculturas avulsas e peças de terracota para a fachada do prédio da Academia, colaborou na criação de decorações urbanas para festividades, e foi autor da mobília dos aposentos da princesa Teresa Cristina na fragata Constituição, que a trouxe da Europa.
Zéphyrin Ferrez colaborou com Debret e Grandjean de Montigny na decoração de ruas e praças do Rio de Janeiro para a chegada da princesa Leopoldina. Colaborou com o irmão Marc Ferrez na criação do berço oferecido a D. Pedro I por ocasião do nascimento de sua primeira filha, a princesa Maria da Glória, que lhe valeu contrato como pensionista da Academia Imperial, e na criação da decoração da fachada do edifício da Academia. Gravou a medalha Senatus Fluminenses em honra à aclamação de D. João VI e a moeda Peça da coroação, uma raridade numismática. Foi o primeiro professor efetivo de gravura da Academia, iniciando sua docência em 1836. Foi condecorado com a Ordem da Rosa pelo trabalho Fidelidade de Amador Bueno da Ribeira.

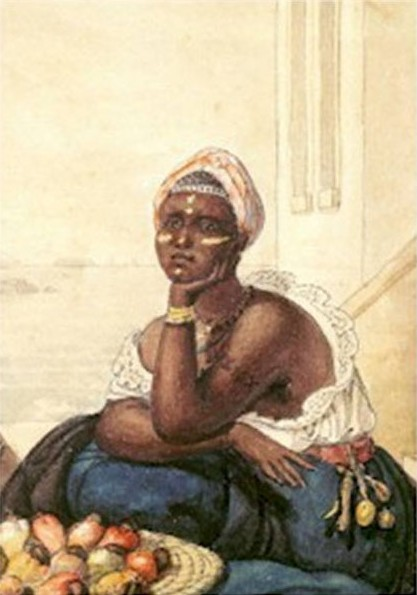
Debret: Negra vendendo caju.
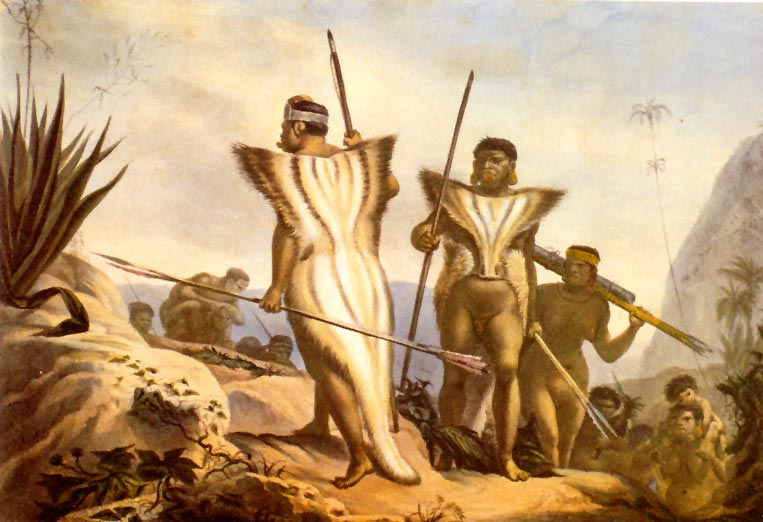
Debret: Botocudos em marcha.
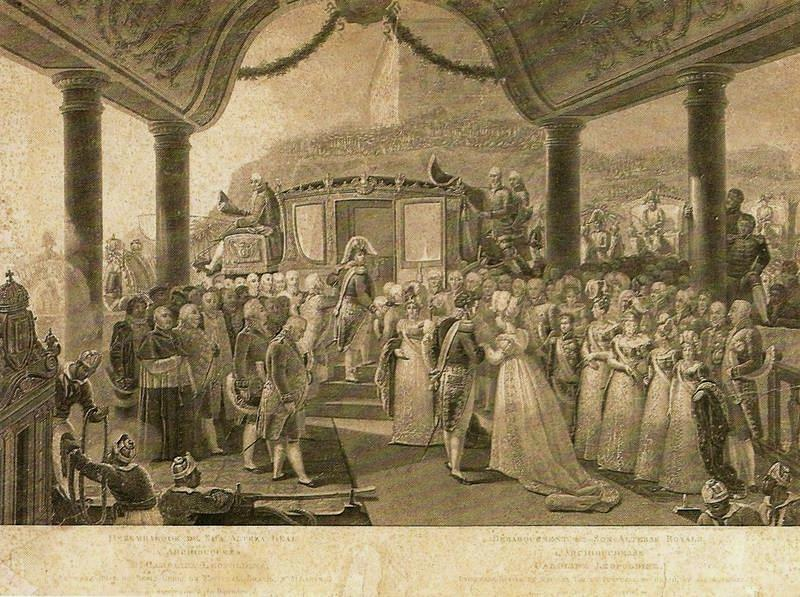
Charles Simon Pradier: Desembarque de Dona Leopoldina.
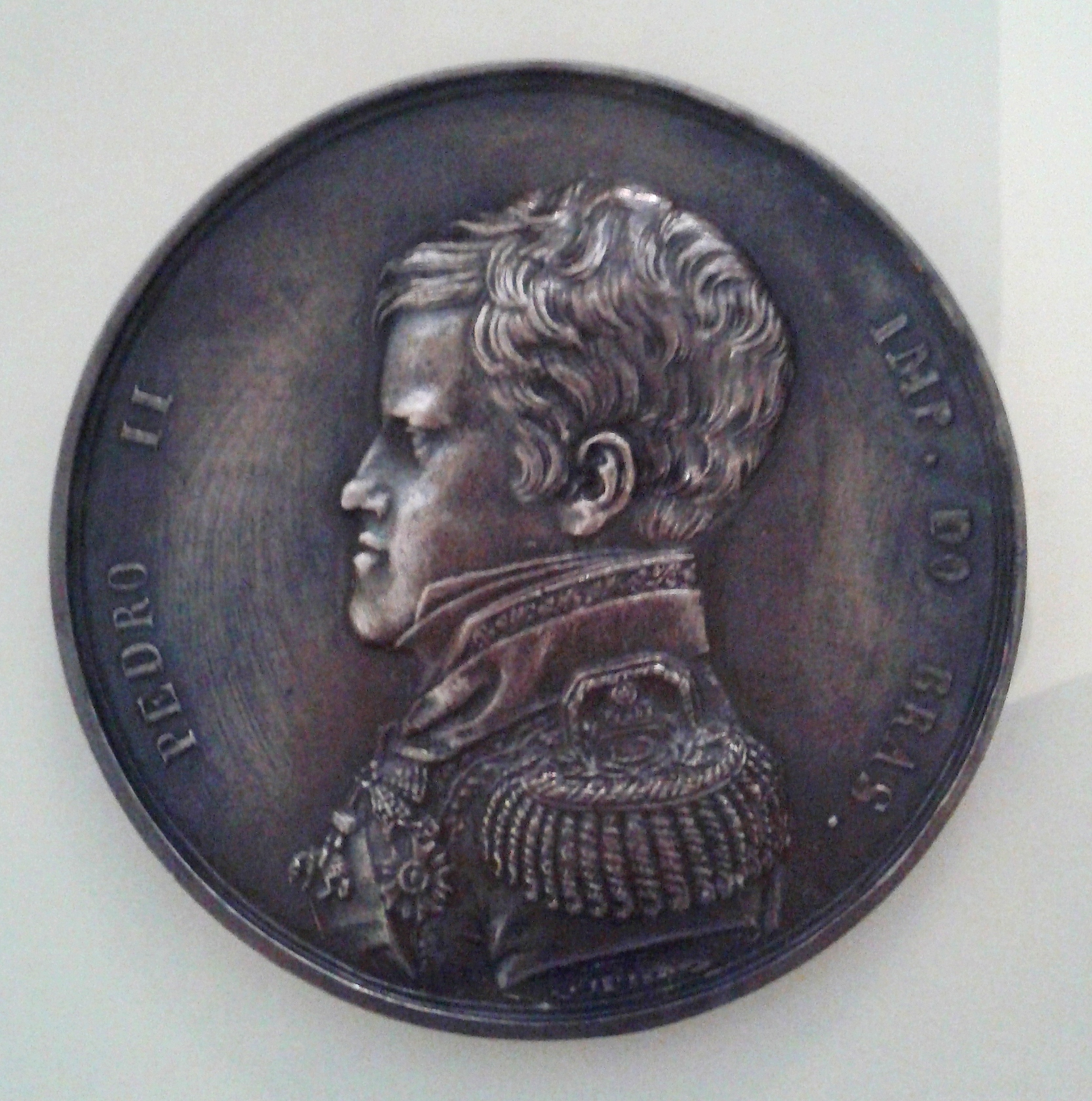
Zéphyrin Ferrez: Grande Medalha Premial da Academia Imperial de Belas Artes.

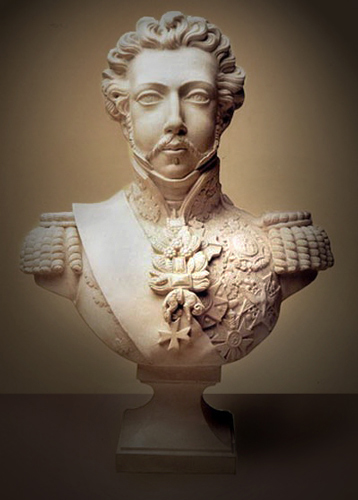
Marc Ferrez: Busto de Dom Pedro I (Museu Histórico Nacional).
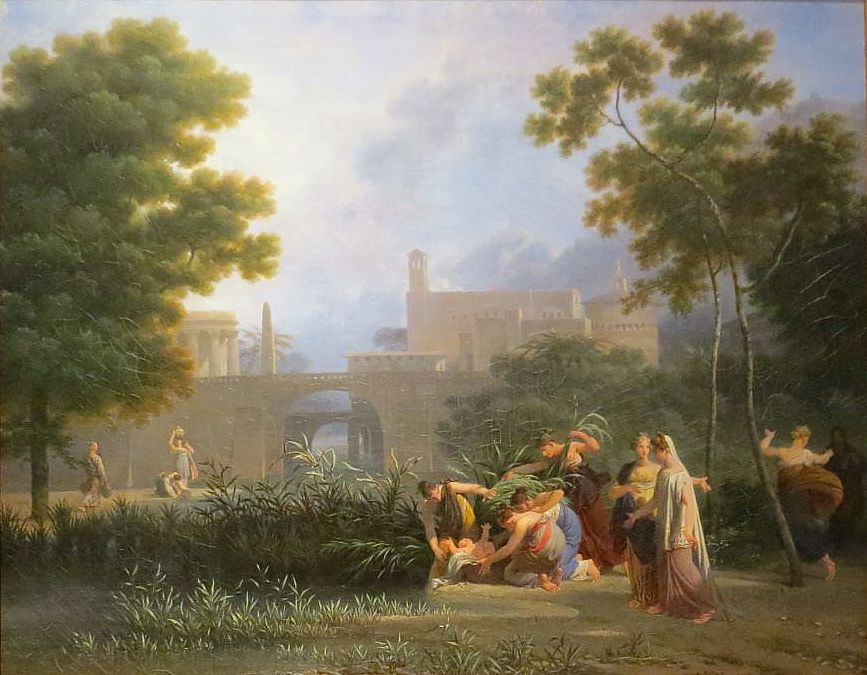
Nicolas-Antoine Taunay: Moisés salvo das águas (Museu Nacional de Belas Artes).
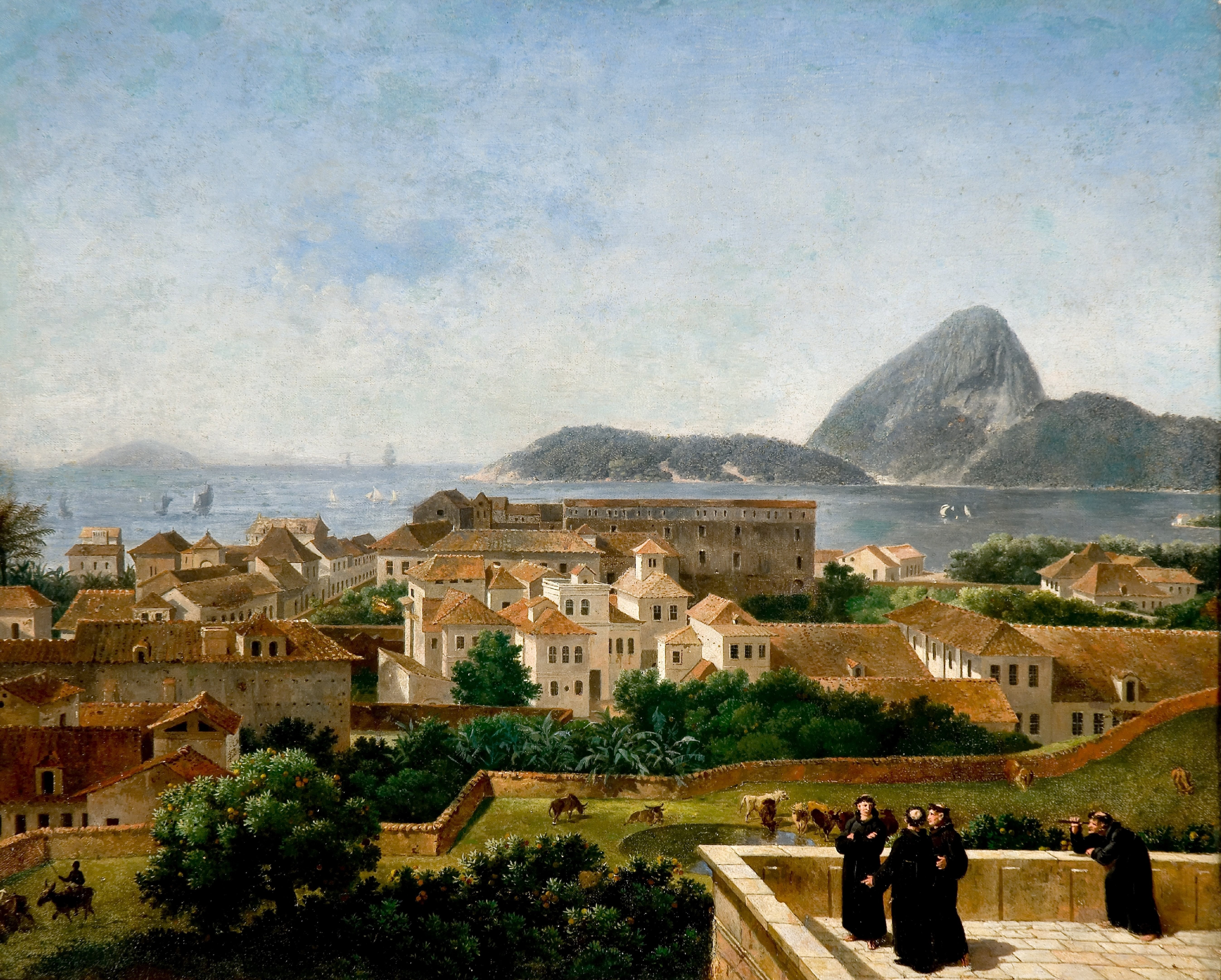
Nicolas-Antoine Taunay: Vista do Morro de Santo Antonio.
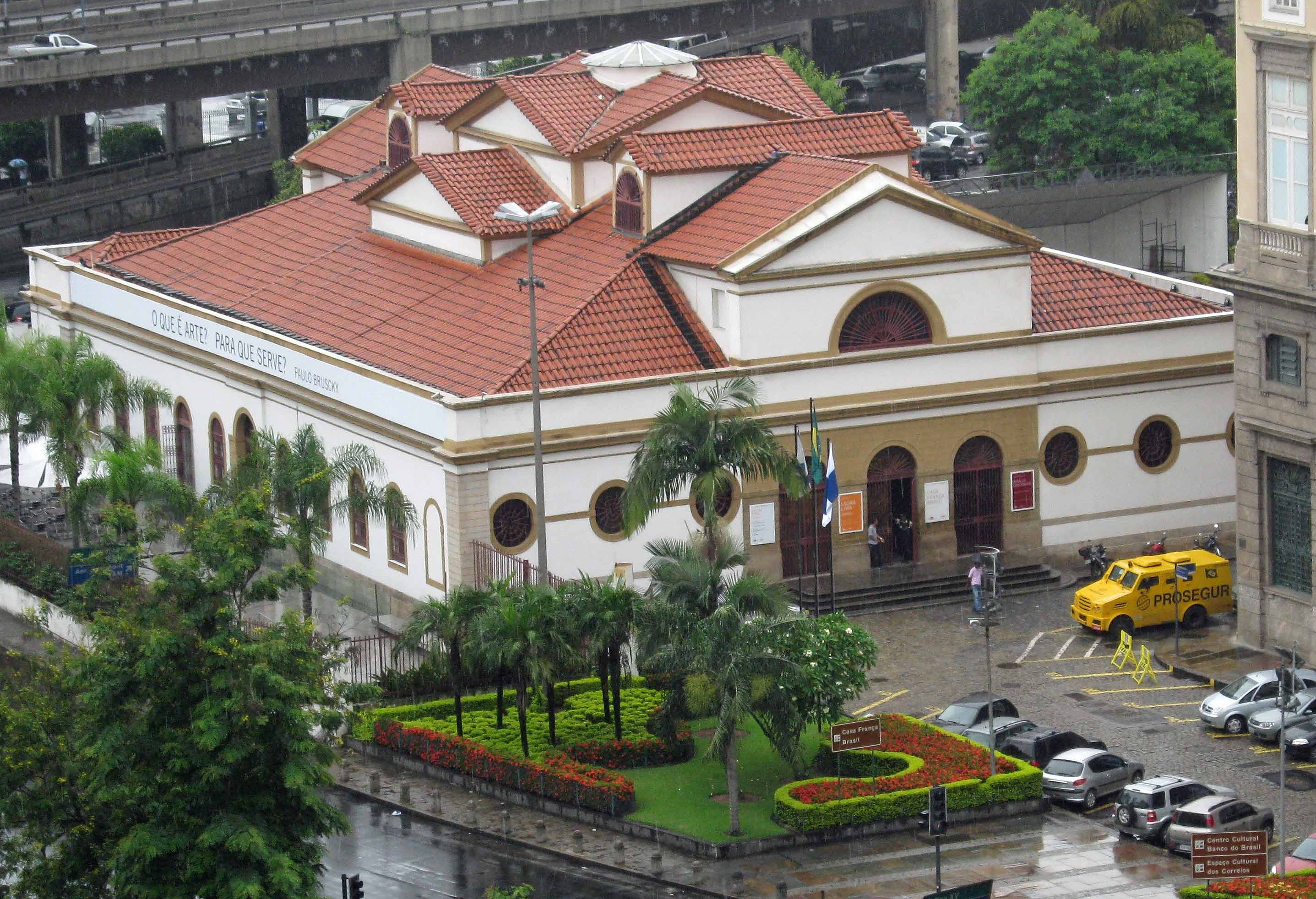
Montigny: Casa França-Brasil.

## Historiografia
A descrição tradicional da origem da Missão Francesa, perpetuada até meados do século XX, dizia que a ideia de convidar artistas franceses para fundar uma escola de artes e ofícios no Rio de Janeiro partira do governo. Com o estabelecimento de acordos comerciais com a França em 1815, teriam iniciado as negociações para a organização do grupo. Como intermediários do governo português na França estavam o embaixador marquês de Marialva e o encarregado de negócios em Paris, Francisco José Maria de Brito, que teriam consultado o naturalista Alexander von Humboldt a respeito do assunto. Humboldt teria indicado então o nome de Joachim Lebreton, que fora secretário do Institute de France e recém havia sido demitido por suas ligações com o finado regime bonapartista. Ele por sua vez assumiria a liderança do projeto e reuniria um grupo de interessados em se transferir para o Brasil, com a condição de que o governo português financiasse a viagem e seu estabelecimento. As diferentes versões que circularam da história davam a autoria da ideia ao próprio Dom João, ou, alternativamente, ao conde da Barca, ao marquês de Marialva, a Humboldt ou mesmo a Nicolas-Antoine Taunay, sustentando, porém, uma origem essencialmente governamental.
Essa versão oficial foi sendo consolidada e embelezada aos poucos, adquirindo sucessivamente cores grandiloquentes, messiânicas e nacionalistas, através de escritos de Debret, Araújo Porto-Alegre, Gonzaga Duque, Oliveira Lima e outros, recebendo uma forma mais ou menos final através de Afonso d'Escragnolle Taunay, que reafirmou a origem do projeto em Dom João e seus ministros em artigo célebre publicado em 1912 na Revista do Instituto Histórico e Geográfico Brasileiro, o que deu a essa versão foro de verdade consagrada. É sintomático dessa ideologia historiográfica o fato de que o grupo era referido originalmente apenas como "colônia francesa" ou "colônia Lebreton", e só tenha adquirido o nome de "missão" na virada do século, um nome que Escragnolle Taunay reforçou revestindo-o de uma aura quase religiosa e acentuando o seu "destino" abnegado e civilizador.
Entretanto, já em 1916 Laudelino Freire levantava as primeiras dúvidas, depois de encontrar um artigo publicado pelo Diário Fluminense em 1828, onde se declarava que os franceses haviam chegado por conta própria e sem serem convidados, e concluiu que a versão oficial, baseada principalmente em um relato de Debret, não contava toda a história. Em 1828 se desenvolvia uma polêmica na imprensa, e no mesmo ano Grandjean de Montingy, após ler vários artigos tratando do assunto, que segundo ele tentavam denegrir os franceses diante do público, publicou no jornal L'écho de l'Amérique du Sud uma nota afirmando que "digo, e não se pode duvidar, que não foi por ordem do governo que viemos ao Brasil, nem como intrigantes, mas como artistas de talento, cuja probidade e costumes são notórios, prontos para auxiliar com todas as nossas forças os esforços do governo em promover a cultura das Belas Artes".
Pesquisas desenvolvidas posteriormente por Mário Barata, Mário Pedrosa, Donato Mello Júnior e Elaine Dias, e sumarizadas por Lília Schwarcz, trouxeram muitas evidências adicionais de que de fato a iniciativa e toda a organização da Missão foi obra de Lebreton, que ela foi fruto de um oferecimento espontâneo dos franceses à corte portuguesa diante da sua situação política problemática em sua terra natal, e só foi reconhecida e encampada pelo governo após sua chegada ao Brasil.
Em 1957 Escragnolle Taunay publicou a obra A missão artística de 1816, uma revisão de seus estudos anteriores, onde trabalhou sobre novos documentos e reconheceu Lebreton como autor da ideia, mas reafirmou o papel primordial da corte portuguesa na vinda dos franceses. Esta publicação se tornou referencial, mas no mesmo ano Mário Pedrosa, analisando a documentação publicada por Taunay, e amparado em documentos encontrados em outros arquivos, chegou a uma conclusão diferente e declarou que a versão oficial era uma lenda, denunciando Escragnolle Taunay como seu principal artífice. Mário Barata em 1959 prosseguiu o questionamento trazendo à luz escritos originais de Lebreton, que demonstravam o seu protagonismo. Ampliando o debate, Mello Júnior descobriu em 1980 duas cartas de Nicolas-Antoine Taunay ao príncipe regente Dom João oferecendo seus serviços. Finalmente, as pesquisas de Elaine Dias com documentação preservada na Torre do Tombo em Lisboa, incluindo correspondência de Lebreton e documentos oficiais do governo, mostraram que o motor de toda a iniciativa foi efetivamente Lebreton, argumentando que a contratação dos franceses seria vantajosa de várias maneiras para o governo e o país. A documentação também mostrou que até certa altura das negociações entre Lebreton e o conde da Barca e o cavaleiro de Brito o projeto tinha um caráter privado e seria financiado por esses mecenas portugueses, e que a corte não estava sequer ciente da existência do grupo. Mesmo após ser informada, por algum tempo não demonstrou intenção nenhuma de financiar a viagem deles ou garantir-lhes a estadia. Cartas de Brito ao Conde da Barca apresentam o projeto como concebido por Lebreton, e uma carta de Brito a Lebreton lembrava ao destinatário que o projeto era inteiramente obra de Lebreton, que não lhe garantira nada em nome do governo português, e que uma acolhida oficial dependeria apenas da circunstância, ainda incerta, de o príncipe regente querer apoiá-los. Ficava claro que até então isso ainda não estava assegurado, e só o foi de fato em janeiro de 1816, quando Barca passou a preparar no Rio a chegada do grupo, já contando então com o aval de Dom João. Finalmente, o decreto de fundação da Escola Real de Ciências, Artes e Ofícios de 12 de agosto de 1816, que foi a base da argumentação da notícia do Diário Fluminense de 1828, informa que Dom João, ao criar a escola, desejava aproveitar o serviço de "alguns estrangeiros" que a ele haviam recorrido voluntariamente em busca de proteção, como se lê no trecho a seguir:

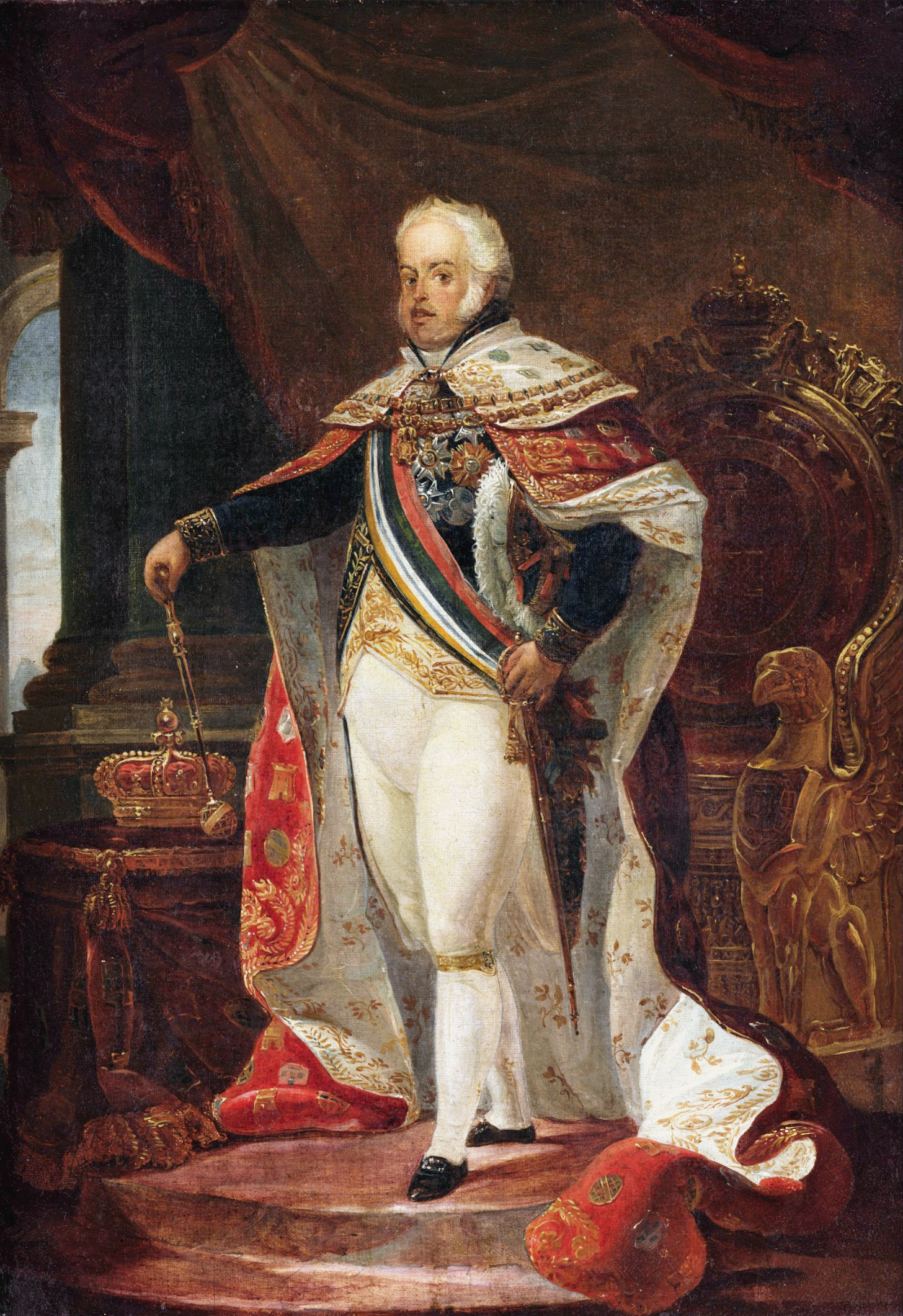
Debret: Retrato de D. João VI, 1817.

"Atendendo ao bem comum, que provêm aos meus fiéis vassalos, de se estabelecer no Brasil uma Escola Real de Ciências, Artes e Ofícios, em que se promova e difunda a instrução e conhecimentos indispensáveis aos homens destinados não só aos Empregos Públicos da Administração do Estado, mas também ao progresso da Agricultura, Mineralogia, Indústria e Comércio, de que resulta a subsistência, comodidade e civilização dos povos, maiormente neste continente, cuja extensão, não tendo o devido e correspondente número de braços indispensáveis ao amanho e aproveitamento do terreno, precisa de grandes socorros da prática para aproveitar os produtos, cujo valor e preciosidade podem vir a formar do Brasil o mais rico e opulento dos Reinos conhecidos, fazendo-se, portanto, necessário aos habitantes o estudo das Belas-Artes com aplicação e referência aos ofícios mecânicos, cuja prática, perfeição e utilidade depende dos conhecimentos teóricos daquelas artes, e difusivas luzes das ciências naturais, físicas e exatas; e querendo, para tão úteis fins aproveitar, desde já, a capacidade, habilidade e ciência de alguns dos estrangeiros beneméritos que têm buscado a Minha Real e Graciosa Proteção, para serem empregados no ensino da instrução pública daquelas artes: Hei por bem, e mesmo enquanto as aulas daquelas artes e ofícios não formam a parte integrante da dita Escola Real de Ciências, Artes e Ofícios que Eu Houver de Mandar estabelecer, se pague anualmente…" etc.
De qualquer forma, a exaltação Missão como um marco decisivo na arte brasileira oitocentista e como introdutora do Neoclassicismo e da "civilização" permaneceu como a tônica na historiografia até meados do século XX. Essa visão trouxe repercussões negativas para uma apreciação correta da arte nacional, fazendo com que ao longo de um século a produção colonial, majoritariamente barroca, fosse depreciada. Segundo Letícia Squeff, ao se dar aos artistas franceses "a função de continuadores do processo civilizador na América — iniciado pelos portugueses", isso "implicou também em desqualificar as manifestações artísticas coloniais". Somente com a emergência dos modernistas nas primeiras décadas do século XX essa posição hegemônica começou a ser revista, quando o Barroco foi recuperado como parte de um movimento nacionalista e entendido como a "verdadeira alma" da nação. A influência francesa então começou a ser criticada como uma "invasão consentida", uma intervenção violenta e repressora no desenvolvimento cultural brasileiro natural, que há pouco encontrara a maturidade em artistas barrocos como Mestre Ataíde e Aleijadinho, mas com o apoio oficial aos artistas neoclássicos a transição para a nova estética foi acelerada, e com isso tumultuada.
Hoje a Missão é vista novamente como um momento de grande importância na evolução cultural do Brasil, mas sob uma óptica mais crítica e mais compreensiva de um contexto que era de fato multifacetado e dependente de influências diversificadas. Segundo afirma Leticia Squeff, "o episódio é visto como momento de virada na história das artes visuais carioca. A fundação da Academia Imperial de Belas Artes, ocorrida dez anos mais tarde, a institucionalização da pedagogia neoclássica, e a criação, na ex-colônia, de uma arte cortesã são alguns dos fatos atribuídos à presença dos artistas franceses no Rio de Janeiro. Estes acontecimentos tornaram-se, de fato, uma espécie de mote para boa parte da historiografia sobre o período".

## Legado

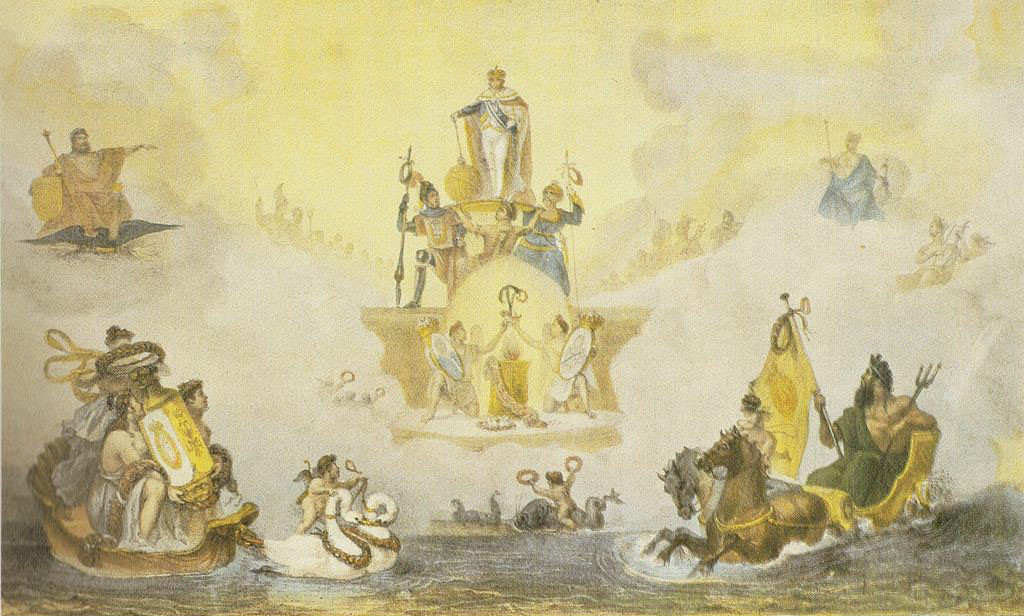
Projeto de Debret da cenografia para o Bailado Histórico apresentado no Teatro Real, ilustrando a apoteose de Dom João, cercado de deidades clássicas como a Fama, a Fortuna e o Gênio.

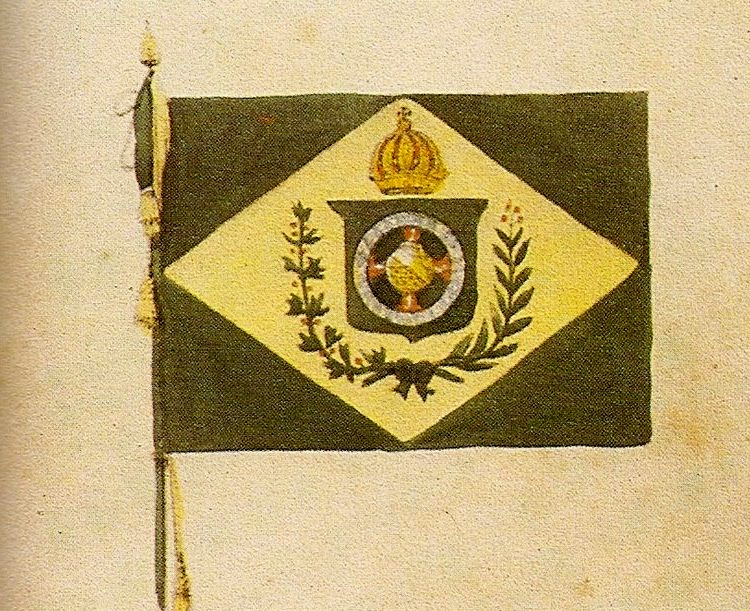
Modelo da bandeira do Império criado por Debret.

A Missão teve um papel importante na atualização do Brasil em relação ao que ocorria na Europa, e para o contexto brasileiro da época foi efetivamente um elemento de vanguarda. É muito citado seu papel na difusão do Neoclassicismo, contrapondo-se à tradição barroco-rococó então prevalente no Brasil, mas embora o tenha exercitado de forma sistemática, não foi a primeira nem a única força responsável pela sua difusão no país, já perceptível na obra de diversos artistas precursores atuando aqui desde fins do século XVIII, como Antonio Landi e Mestre Valentim na arquitetura, Manuel Dias de Oliveira na pintura e na música os últimos integrantes da Escola Mineira, como Lobo de Mesquita e João de Deus de Castro Lobo. Mas é certo que os princípios estéticos que a Missão defendia se tornaram oficiais, integrando novos elementos à história estética nacional, fortalecidos na gestão de Félix-Emile Taunay à frente da AIBA, o principal responsável pela colocação em prática do projeto acadêmico francês e articulador de todo um discurso teórico em defesa do Classicismo.
Os membros da Missão, mais notadamente Debret e Montigny, também foram ativos na decoração da cidade por ocasião de solenidades e festas oficiais, carregando os cenários e monumentos — construídos com materiais efêmeros — de símbolos, alegorias, signos e outras imagens que faziam alusões a tradições antigas, crenças religiosas e mitos clássicos, elementos que atestavam a continuidade e a legitimidade da monarquia e ao mesmo tempo formavam uma nova ideia de nação, contribuindo para a sua consagração, divulgação e afirmação política. Segundo Lilia Schwarcz, essa solenidades, essa rotina de festas e imagens variadas, não "representam" a realidade, mas sim "criam" a realidade, uma ideologia programática que se quer impor sobre o público como verdade natural. Para Anderson Trevisan, "é fácil perceber que as representações religiosas e laicas se entrecruzavam a todo tempo, compondo um simbolismo necessário para a construção visual de uma nova realidade, ainda que o arremate final tivesse um caráter essencialmente efêmero, com monumentos frágeis e temporários. Era como se todo aquele simbolismo, relutante em fincar raízes no solo, satisfizesse as necessidades emergenciais de uma terra sem tradição e de história rarefeita. O segredo era agir em duas frentes: por um lado, decorava-se a cidade com monumentos frágeis como o momento político; por outro, alegorias clássicas e referências ao passado conferiam às celebrações a tradição que lhes faltava e a história de que careciam". A prática se manteve no Império, articulando uma simbologia e um código de valores que até hoje são influentes e referendados pelas classes populares. Segundo Rosana Castro, o trabalho dos franceses "popularizou a imagem da identidade monárquica, apresentando os modelos de indumentária e acessórios que distinguiam os personagens da corte da população em geral. E, nos cortejos dos familiares, ocorridos nas épocas festivas, os elementos visuais eram integrados às ruas, aos sobrados, pelos monumentos que formavam arcos do triunfo ou outras alegorias, por onde passavam o monarca, sua família e os membros da corte, em meio à euforia da população".

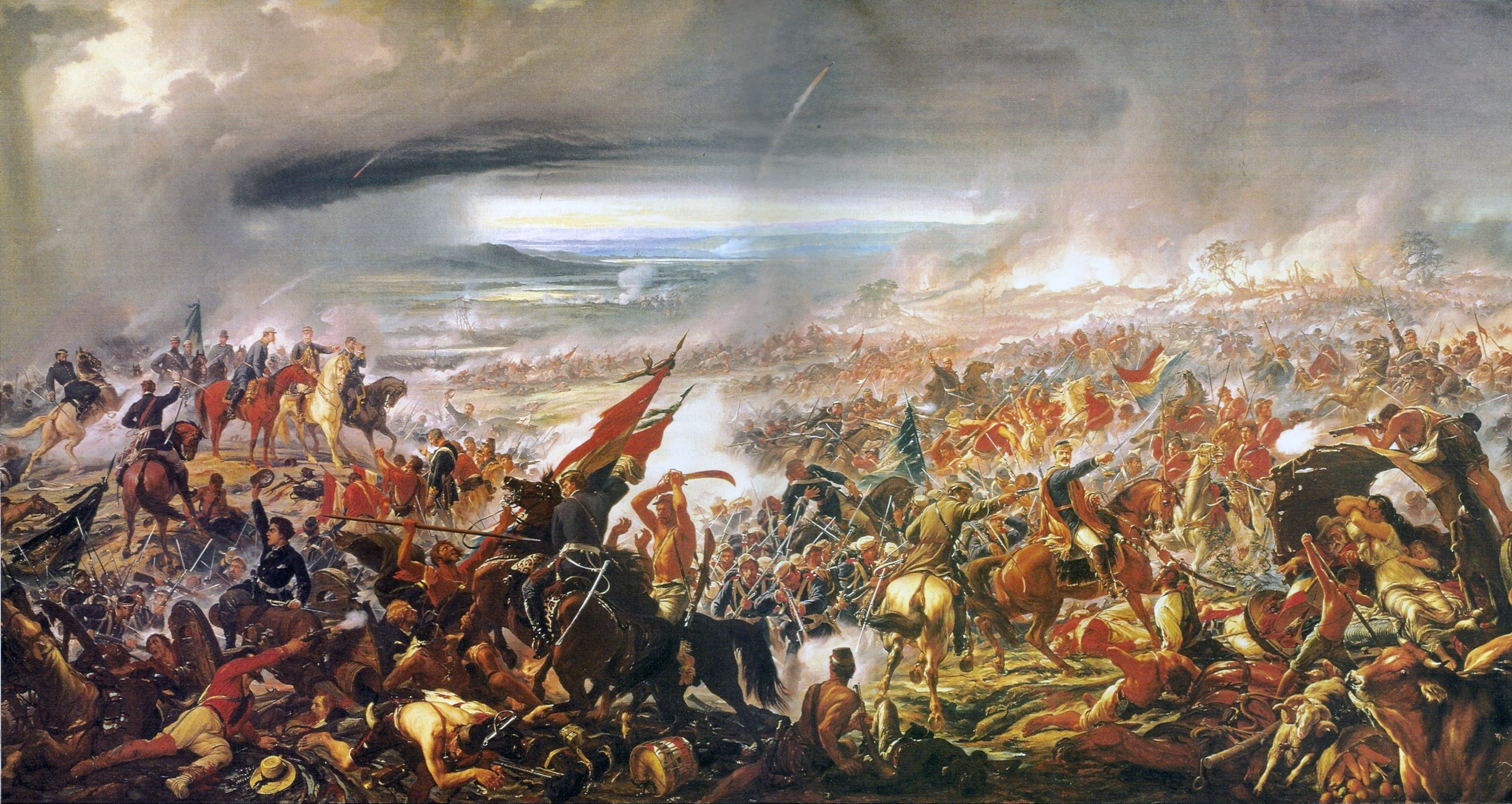
Pedro Américo: A Batalha do Avaí.

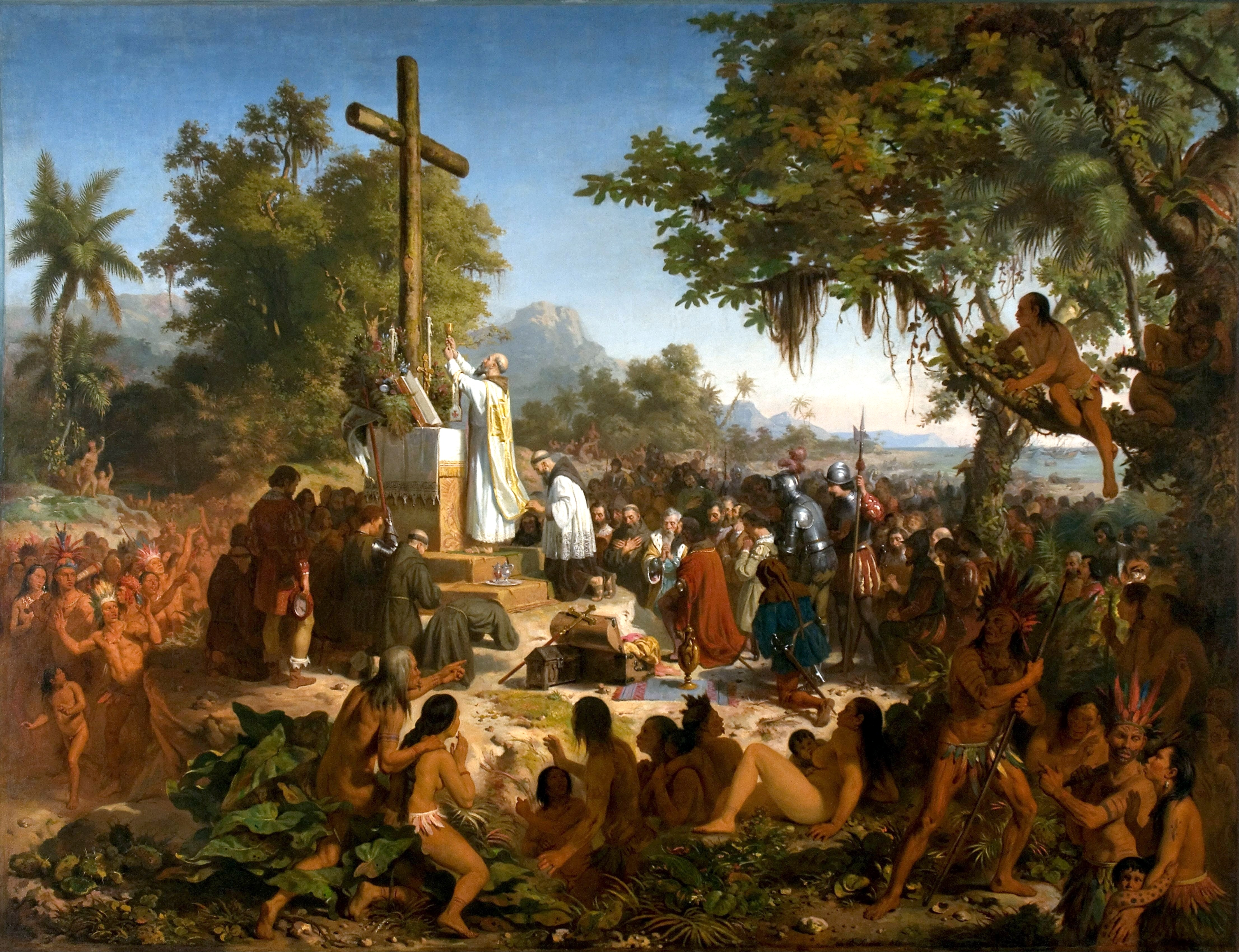
Victor Meirelles: A Primeira Missa no Brasil.

Sua importância como fundadores de um novo sistema de ensino, conhecido como Academismo, tampouco pode ser negligenciada, já que a Academia, mesmo encontrando na origem sérios empecilhos e demorando para frutificar, tornar-se-ia no reinado de D. Pedro II a mais importante instituição oficial de arte no Brasil, e nela se formariam gerações dos maiores artistas brasileiros, atestando a validade do método proposto. A atuação dos franceses também contribuiu para melhorar o status do artista, dando-lhe uma posição de cidadão livre, de profissional, numa sociedade em vias de laicização, não mais submetido à Igreja e seus temas e doutrinas, como se observava nos tempos anteriores. As noções de saneamento, habitabilidade, funcionalidade e higiene que trouxeram iriam modificar o urbanismo das cidades e as concepções em torno do bem-morar.
O ensino acadêmico deu origem também a uma nova estética, numa arte cultivada pelo Estado e organizada dentro de linhas metodológicas rígidas, com temáticas próprias, modelos formais próprios, exames de aptidão e sistema de premiações, sendo bastante controlada pela censura oficial, que descartava originalidades suspeitas de romper os cânones consagrados ou que se colocassem contra os propósitos ideológicos do Estado. Desdenhada por uns, aplaudida por outros, a arte acadêmica, que floriu da segunda metade do século XIX até o início do seguinte, herdeira direta dos franceses e de seu sistema, foi o veículo formal de boa parte dos mais vigorosos monumentos da história da arte nacional de todos os tempos.
Foram os franceses os mentores da primeira geração de artistas nacionais educados em escola pública, segundo um sistema profissionalizante inédito, e estes formaram muitos outros de grande valor segundo os mesmos princípios. A listagem de artistas formados pela Academia nas décadas seguintes traz uma pletora de mestres, entre eles Victor Meirelles, Almeida Júnior, Rodolfo Amoedo, Henrique Bernardelli, Pedro Américo, Eliseu Visconti, Artur Timóteo da Costa, Belmiro de Almeida, e tantos outros, que conseguiram, graças à sólida formação recebida na escola, retratar o Brasil em grande estilo, chegando a criar obras que se tornaram ícones nacionais.
Tal atividade intensa atraiu a presença no pais de bom número de outros estrangeiros, como Georg Grimm, Castagneto, François-René Moreaux, Eduardo de Martino, que deram uma contribuição adicional à cultura do Brasil. Na República a Academia Imperial foi convertida na Escola Nacional de Belas Artes, depois absorvida pela Universidade Federal do Rio de Janeiro, num momento em que o Modernismo aparecia com força na cena e o governo reorganizava o sistema de ensino superior. A tradição fundada pelos franceses nunca morreu completamente. Embora o Neoclassicismo original dos franceses tenha sucumbido à mudança nos gostos, deixaram um legado perene na instituição de um sistema de ensino superior de arte, que apesar de adaptado aos novos tempos, continua frutificando nas universidades contemporâneas do Brasil.